# Procytheridea
Procytheridea is een geslacht van uitgestorven kreeftachtigen uit de klasse van de Ostracoda (mosselkreeftjes).

## Soorten
- Procytheridea (Kinkelinella) tenuicostati (Martin, 1960) Gramann, 1962 †
- Procytheridea adunca Fischer, 1963 †
- Procytheridea apion Dilger, 1963 †
- Procytheridea arcuatocostata Martin, 1960 †
- Procytheridea ayunmusaensis Wasfi & El Sweify & Abdelmalik, 1982 †
- Procytheridea bajociensis (Khabarova, 1955) Permyakova, 1978 †
- Procytheridea batnaensis Donze, 1977 †
- Procytheridea bernierensis Apostolescu, 1959 †
- Procytheridea brevicosta Malz, 1961 †
- Procytheridea bucki Bizon, 1960 †
- Procytheridea champeauae Bizon, 1960 †
- Procytheridea concinna Permyakova, 1974 †
- Procytheridea czestochowiensis Blaszyk, 1967 †
- Procytheridea decorata Wasfi, El Sweify & Abdelmalik, 1982 †
- Procytheridea disparlateralis Bate, 1975 †
- Procytheridea distincta Wasfi & El Sweify & Abdelmalik, 1982 †
- Procytheridea dorsoangulata Grekoff, 1963 †
- Procytheridea elongata Wasfi, El Sweify & Abdelmalik, 1982 †
- Procytheridea exempla Peterson, 1954 †
- Procytheridea falcata (Fischer, 1963) Dilger, 1963 †
- Procytheridea fraudator Sherrington & Lord, 1975 †
- Procytheridea furcata (Wienholz, 1967) Knitter, 1983 †
- Procytheridea geometrica Dilger, 1963 †
- Procytheridea gibber Donze, 1968 †
- Procytheridea grezzanensis Masoli, 1966 †
- Procytheridea grossepunctata (Chapman, 1904) Kellett & Gill, 1956 †
- Procytheridea inflata Plumhoff, 1963 †
- Procytheridea jardensis Maupin, 1978 †
- Procytheridea kaptarenkae Permyakova, 1974 †
- Procytheridea ketzinensis Dreyer, 1967 †
- Procytheridea kratos Dilger, 1963 †
- Procytheridea ljubimovae Permyakova, 1974 †
- Procytheridea marrocui Masoli, 1966 †
- Procytheridea minuta Oertli, 1959 †
- Procytheridea obesa Wasfi, El Sweify & Abdelmalik, 1982 †
- Procytheridea perforata Wasfi, El Sweify & Abdelmalik, 1982 †
- Procytheridea pseudocrassa Wienholz, 1967 †
- Procytheridea radvillia Loranger, 1955 †
- Procytheridea reticulata (Luebimova, 1956) Permyakova, 1978 †
- Procytheridea reticuloperforata Wasfi, El Sweify & Abdelmalik, 1982 †
- Procytheridea teteimene Dilger, 1963 †
- Procytheridea triangulata Wasfi & El Sweify & Abdelmalik, 1982 †
- Procytheridea tricostata (Khabarova, 1955) Permyakova, 1974 †
- Procytheridea tuberculata Donze, 1965 †
- Procytheridea ukrainica Permyakova, 1970 †
- Procytheridea vallata Braun, 1963 †